# Henri Baillot
Pour les articles homonymes, voir Baillot.
Henri Baillot, né le 13 décembre 1924 à Magny et mort le 9 novembre 2000 à Gorze, est un footballeur international français des années 1940 et 1950. Durant sa carrière, il évolue au poste d'attaquant.

## Biographie
Il marque 121 buts en D1 (80 avec Metz, 35 avec Bordeaux et 6 avec Strasbourg).
Il compte huit sélections pour quatre buts en équipe de France entre 1948 et 1950. 
Blessé à un genou, il prend sa retraite en 1955 et devient entraîneur du Bar-le-Duc AC jusqu'en 1962.

## Carrière
- 1945-1950 :  FC Metz
- 1950-1952 :  Girondins de Bordeaux
- 1952-1953 :  RC Strasbourg
- 1953-1955 :  Stade rennais[1]

## Palmarès
- 8 sélections et 4 buts en équipe de France entre 1948 et 1950
- Finaliste de la Coupe de France en 1952 avec Bordeaux

## Statistiques
| Saison                | Club                  | Championnat           | Championnat | Championnat | Coupe(s) nationale(s) | Coupe(s) nationale(s) | Coupe Drago | Coupe Drago | France | France | Total | Total |
| Saison                | Club                  | Division              | M.          | B.          | M.                    | B.                    | M.          | B.          | M.     | B.     | M.    | B.    |
| 1945-1946             | FC Metz               | Division 1            | 22          | 5           | 1                     | 0                     | -           | -           | -      | -      | 23    | 5     |
| 1946-1947             | FC Metz               | Division 1            | 36          | 21          | 6                     | 6                     | -           | -           | -      | -      | 42    | 27    |
| 1947-1948             | FC Metz               | Division 1            | 34          | 15          | 5                     | 4                     | -           | -           | 1      | 1      | 40    | 20    |
| 1948-1949             | FC Metz               | Division 1            | 33          | 25          | 5                     | 3                     | -           | -           | 3      | 1      | 41    | 29    |
| 1949-1950             | FC Metz               | Division 1            | 33          | 14          | 2                     | 2                     | -           | -           | 4      | 2      | 39    | 18    |
| Sous-total            | Sous-total            | Sous-total            | 158         | 80          | 19                    | 15                    | -           | -           | 8      | 4      | 185   | 99    |
| 1950-1951             | Girondins de Bordeaux | Division 1            | 34          | 22          | 2                     | 1                     | -           | -           | -      | -      | 36    | 23    |
| 1951-1952             | Girondins de Bordeaux | Division 1            | 33          | 13          | 9                     | 5                     | -           | -           | -      | -      | 42    | 18    |
| Sous-total            | Sous-total            | Sous-total            | 67          | 35          | 11                    | 6                     | -           | -           | -      | -      | 78    | 41    |
| 1952-1953             | RC Strasbourg         | Division 2            | 9           | 5           | 2                     | 2                     | -           | -           | -      | -      | 11    | 7     |
| 1953-1954             | RC Strasbourg         | Division 1            | 16          | 6           | 0                     | 0                     | -           | -           | -      | -      | 16    | 6     |
| Sous-total            | Sous-total            | Sous-total            | 25          | 11          | 2                     | 2                     | -           | -           | -      | -      | 27    | 13    |
| 1953-1954             | Stade rennais UC      | Division 2            | 13          | 3           | 2                     | 0                     | 0           | 0           | -      | -      | 15    | 3     |
| 1954-1955             | Stade rennais UC      | Division 2            | 27          | 16          | 2                     | 1                     | 2           | 4           | -      | -      | 31    | 21    |
| Sous-total            | Sous-total            | Sous-total            | 40          | 19          | 4                     | 1                     | 2           | 4           | -      | -      | 46    | 24    |
| Total sur la carrière | Total sur la carrière | Total sur la carrière | 290         | 145         | 36                    | 24                    | 2           | 4           | 8      | 4      | 336   | 177   |